# Процесно-орієнтоване управління
Процесно-орієнтоване управління (Activity-Based Management) - Система управління, що забезпечує оптимізацію робіт підприємства, які приносять додану вартість, та мінімізацію або вилучення робіт, які не приносять доданої вартості. Результатом є загальне підвищення продуктивності та ефективності підприємства.

## Джерело
- Глосарій Менеджмент.com.ua [Архівовано 16 грудня 2008 у Wayback Machine.]